# Matteo Maria Boiardo
Matteo Maria Boiardo (Scandiano, 1441 — Reggio Emilia, 19 de dezembro de 1494) foi um poeta e literato italiano, autor do célebre poema Orlando innamorato.